# The Faith Healer (film 1921)
The Faith Healer è un film muto del 1921 diretto da George Melford, adattamento cinematografico del dramma di William Vaughn Moody, andato in scena a Broadway il 19 gennaio 1910.

## Produzione
Il film fu prodotto dalla Famous Players-Lasky Corporation.  Il soggetto si basa sull'omonimo lavoro teatrale del commediografo William Vaughn Moody, morto nel 1910. La sceneggiatura venne firmata dalla sua vedova e da Z. Wall Covington.

## Distribuzione
Il copyright del film, richiesto dalla Famous Players-Lasky Corp., fu registrato il 3 aprile 1921 con il numero LP16382.
Distribuito dalla Famous Players-Lasky Corporation e Paramount, il film uscì nelle sale statunitensi il 3 aprile 1921.
Non si conoscono copie ancora esistenti della pellicola che viene considerata presumibilmente perduta.